# Paikiniana
Paikiniana és un gènere d'aranyes araneomorfes de la subfamília Erigoninae, dins de la família Linyphiidae. Es poden trobar a l'est d'Àsia.
Fou descrit per primera vegada per Kiril Ieskov l'any 1992.

## Llista d'espècies
Segons The World Spider Catalog 12.0:
- Paikiniana bella (Paik, 1978) (Espècie tipus)
- Paikiniana biceps Song & Li, 2008
- Paikiniana iriei (Ono, 2007)
- Paikiniana keikoae (Saito, 1988)
- Paikiniana lurida (Seu, 1991)
- Paikiniana mikurana Ono, 2010
- Paikiniana mira (Oi, 1960)
- Paikiniana vulgaris (Oi, 1960)